# أنطوان توماس
أنطوان توماس هو رياضياتي وقسيس وعالم فلك بلجيكي، ولد في 25 يناير 1644 في نامور في بلجيكا، وتوفي في 29 يونيو 1709 في بكين في الصين.